# Crudaria wykehami
The Wykeham's Grey (Crudaria wykehami) là một loài bướm ngày thuộc họ Bướm xanh. Nó chỉ được tìm thấy ở Nam Phi's North Cape.
Sải cánh dài 20–32 mm đối với con đực và 25–34 mm đối với con cái. Adults quanh năm particularly from tháng 11 đến tháng 2.
Ấu trùng có thể ăn Acacia karroo.